# SM UC-71
SM UC-71 era un submarino minador alemán tipo UC II o submarino de la Armada Imperial Alemana (en alemán: Kaiserliche Marine) durante la Primera Guerra Mundial. El submarino se ordenó el 12 de enero de 1916 y se botó el 12 de agosto de 1916. Fue comisionado en la Armada Imperial Alemana el 28 de noviembre de 1916 como SMUC-71. En 19 patrullas, al UC-71 se le atribuyó el hundimiento de 63 barcos, ya sea por torpedos o por minas colocadas. El UC-71 se hundió el 20 de febrero de 1919 en el Mar del Norte mientras se dirigía a ser entregado. El descubrimiento, un siglo más tarde, de los restos del naufragio con todas las escotillas abiertas sugirió que su propia tripulación lo había hundido deliberadamente (todos los cuales sobrevivieron).

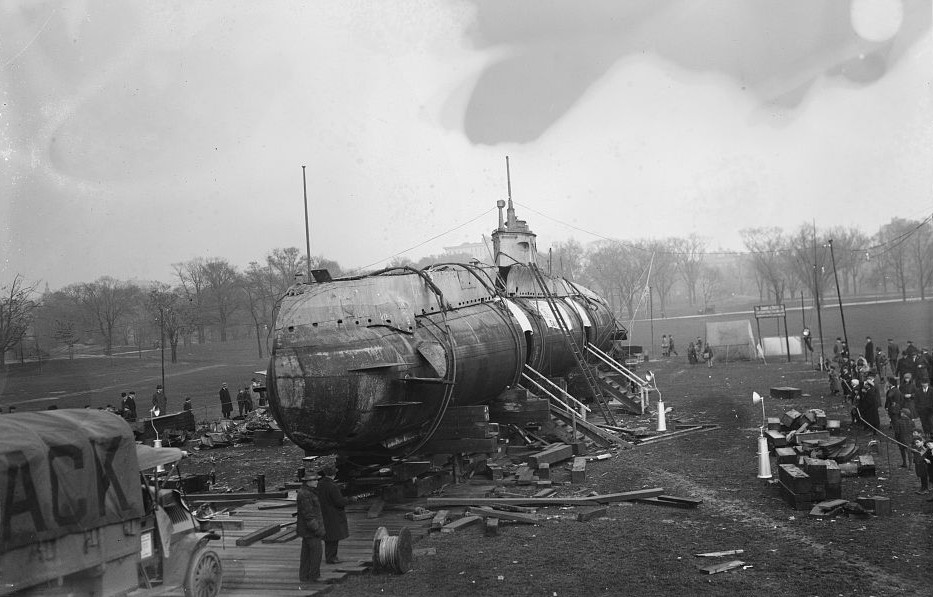
El submarino "SM UC" de la misma clase expuesto en Central Park, Nueva York, visto por proa.

## Diseño
Un submarino alemán tipo UC II, el UC-71, tenía un desplazamiento de 427 toneladas (420 toneladas largas) cuando estaba en la superficie y 508 toneladas (500 toneladas largas) mientras estaba sumergido. Tenía una eslora total de 50,35 m (165 pies 2 pulgadas), una manga de 5,22 m (17 pies 2 pulgadas) y un calado de 3,64 m (11 pies 11 pulgadas). El submarino estaba propulsado por dos motores diésel de seis cilindros y cuatro tiempos, cada uno de los cuales producía 300 caballos de fuerza métricos (220 kW; 300 shp) (un total de 600 caballos de fuerza métricos (440 kW; 590 shp)), dos motores eléctricos que producían 620 caballos de fuerza métricos ( 460 kW; 610 shp) y dos ejes de hélice. Tenía un tiempo de inmersión de 48 segundos y era capaz de operar a una profundidad de 50 metros (160 pies).
El submarino tenía una velocidad máxima en superficie de 12 nudos (22 km/h; 14 mph) y una velocidad sumergido de 7,4 nudos (13,7 km/h; 8,5 mph). Cuando estaba sumergida, podía operar durante 52 millas náuticas (96 km; 60 millas) a 4 nudos (7,4 km/h; 4,6 mph); cuando emergió a la superficie, podía viajar 10.420 millas náuticas (19.300 km; 11.990 mi) a 7 nudos (13 km/h; 8,1 mph). El UC-71 estaba equipado con seis tubos de minas de 100 centímetros (39 pulgadas), dieciocho minas UC 200, tres tubos de torpedos de 50 centímetros (20 pulgadas) (uno en la popa y dos en la proa), siete torpedos y uno de 8,8 cm ( Cañón de cubierta UK L/30 de 3,5 pulgadas. Su complemento era de veintiséis miembros de la tripulación.